# Абель, Сид
Сидней Джеральд Абель (англ. Sidney Gerald Abel; 22 февраля 1918, Мелвилл, Саскачеван — 8 февраля 2000) — канадский профессиональный хоккеист и тренер, играл на позиции центрального нападающего в таких клубах Национальной хоккейной лиги как «Детройт Ред Уингз» и «Чикаго Блэкхокс» — эти же команды тренировал после окончания карьеры спортсмена. Позже работал генеральным менеджером клубов «Сент-Луис Блюз» и «Канзас-Сити Скаутс». Прежде чем попасть в НХЛ, выступал в молодёжной команде Американской хоккейной лиги «Питтсбург Хорнетс», несколько матчей провёл за фарм-клуб «Индианаполис Кэпиталс».
Является трёхкратным обладателем Кубка Стэнли — 1943, 1950 и 1952 годов. В 1949 получил Харт Трофи, как хоккеист, внёсший наибольший вклад в успехи своей команды на матчах регулярного чемпионата. С 1969 года занесён в Зал хоккейной славы. Ныне его двенадцатый номер в «Детройт Ред Уингз» имеет статус неиспользуемого. В 1998 году под 85-м номером был внесён в список ста лучших хоккеистов НХЛ, составленный газетой The Hockey News.
Некоторое время Абель работал комментатором на радио, в 1970-х — 1980-х годах комментировал матчи «Детройт Ред Уингз». Его сын, Джерри, тоже некоторое время играл в НХЛ, но менее успешно. Внук Брент Джонсон, вратарь, провёл в НХЛ 309 матчей.